# Kajakarstwo na Letnich Igrzyskach Olimpijskich 1964
Wyniki zawodów w kajakarstwie na Letnich Igrzyskach Olimpijskich 1964. Do zawodów przystąpiło 145 zawodników (118 mężczyzn i 27 kobiet) z 22 krajów. Zawody rozgrywane były na Zatoce Sagami położonej ok. 40 km na południowy zachód od Tokio. Najwięcej medali w konkurencjach kajakarskich zdobyli reprezentacji Rumunii - 5 medali (2 srebrne i 3 brązowe).

## Kajakarstwo

### Mężczyźni
| Konkurencja          | Złoto                                                                             | Czas    | Srebro                                                                            | Czas    | Brąz                                                                        | Czas    |
| C-1 1000 m szczegóły | Jürgen Eschert                                                                    | 4:35,14 | Andrei Igorov                                                                     | 4:37,89 | Jewgienij Pieniajew                                                         | 4:38,31 |
| C-2 1000 m szczegóły | ZSRR · Andrij Chimicz · Stiepan Oszczepkow                                        | 4:04,65 | Francja · Jean Boudehen · Michel Chapuis                                          | 4:06,52 | Dania · Peer Nielsen · John Sørensen                                        | 4:07,48 |
| K-1 1000 m szczegóły | Rolf Peterson                                                                     | 3:57,13 | Mihály Hesz                                                                       | 3:57,28 | Aurel Vernescu                                                              | 4:00,77 |
| K-2 1000 m szczegóły | Szwecja · Sven-Olov Sjödelius · Gunnar Utterberg                                  | 3:38,54 | Holandia · Antonius Geurts · Paul Hoekstra                                        | 3:39,30 | Niemcy · Heinz Büker · Holger Zander                                        | 3:40,69 |
| K-4 1000 m szczegóły | ZSRR · Nikołaj Czużykow · Anatolij Griszyn · Wiaczesław Ionow · Wołodymyr Morozow | 3:14,67 | Niemcy · Günther Perleberg · Bernhard Schulze · Friedhelm Wentzke · Holger Zander | 3:15,39 | Rumunia · Simion Cuciuc · Atanasie Sciotnic · Mihai Țurcaș · Aurel Vernescu | 3:15,51 |

### Kobiety
| Konkurencja         | Złoto                                          | Czas    | Srebro                                               | Czas    | Brąz                                    | Czas    |
| K-1 500 m szczegóły | Ludmiła Chwiedosiuk                            | 2:12,87 | Hilde Lauer                                          | 2:15,35 | Marcia Jones                            | 2:15,68 |
| K-2 500 m szczegóły | Niemcy · Roswitha Esser · Annemarie Zimmermann | 1:56,95 | Stany Zjednoczone · Francine Fox · Glorianne Perrier | 1:59,16 | Rumunia · Hilde Lauer · Cornelia Sideri | 2:00,25 |

## Klasyfikacja medalowa

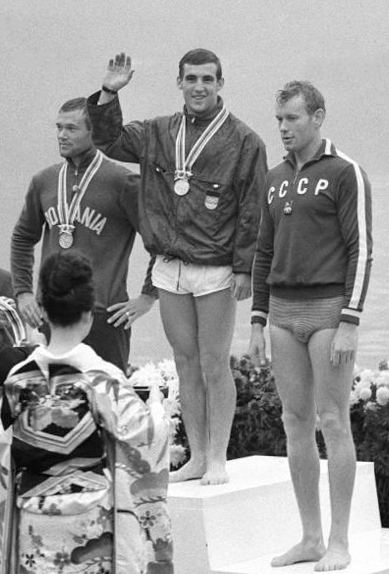
Medaliści w konkurencji C-1 1000 m, od prawej strony Andrei Igorov, Jürgen Eschert i Jewgienij Penjajew

| Klasyfikacja medalowa | Klasyfikacja medalowa | Klasyfikacja medalowa | Klasyfikacja medalowa | Klasyfikacja medalowa | Klasyfikacja medalowa |
| --------------------- | --------------------- | --------------------- | --------------------- | --------------------- | --------------------- |
| Miejsce               | Reprezentacja         | Złoto                 | Srebro                | Brąz                  | Razem                 |
| 1.                    | ZSRR                  | 3                     | 0                     | 1                     | 4                     |
| 2.                    | Niemcy                | 2                     | 1                     | 1                     | 4                     |
| 3.                    | Szwecja               | 2                     | 0                     | 0                     | 2                     |
| 4.                    | Rumunia               | 0                     | 2                     | 3                     | 5                     |
| 5.                    | Stany Zjednoczone     | 0                     | 1                     | 1                     | 2                     |
| 6.                    | Francja               | 0                     | 1                     | 0                     | 1                     |
| 6.                    | Holandia              | 0                     | 1                     | 0                     | 1                     |
| 6.                    | Węgry                 | 0                     | 1                     | 0                     | 1                     |
| 9.                    | Dania                 | 0                     | 0                     | 1                     | 1                     |